# 8 Hours of Bahrain 2021

Tor Bahrain International Circuit

8 Hours of Bahrain 2021 (Bapco 8 Hours of Bahrain 2021) – długodystansowy wyścig samochodowy, który odbył się 6 listopada 2021 roku. Był on szóstą a zarazem ostatnią rundą sezonu 2021 serii FIA World Endurance Championship.

## Harmonogram
| Dzień                 | Godzina | Sesja                             | Długość  |
| --------------------- | ------- | --------------------------------- | -------- |
| Czwartek, 4 listopada | 17:30   | Pierwsza sesja treningowa         | 90 minut |
| Piątek, 5 listopada   | 9:00    | Druga sesja treningowa            | 90 minut |
| Piątek, 5 listopada   | 13:20   | Trzecia sesja treningowa          | 60 minut |
| Piątek, 5 listopada   | 17:20   | Kwalifikacje LMGTE Pro i LMGTE Am | 10 minut |
| Piątek, 5 listopada   | 17:40   | Kwalifikacje Hypercar i LMP2      | 10 minut |
| Sobota, 6 listopada   | 14:00   | Wyścig                            | 8 godzin |
| Źródło                |         |                                   |          |

## Sesje treningowe
| Klasa          | Zespół                      | Samochód                 | Czas           | Okr.           |
| Sesja pierwsza | Sesja pierwsza              | Sesja pierwsza           | Sesja pierwsza | Sesja pierwsza |
| -------------- | --------------------------- | ------------------------ | -------------- | -------------- |
| Hypercar       | #8 Toyota Gazoo Racing      | Toyota GR010 Hybrid      | 1:48,490       | 40             |
| LMP2           | #70 Realteam Racing         | Oreca 07                 | 1:50,792       | 37             |
| LMGTE Pro      | #92 Porsche GT Team         | Porsche 911 RSR-19       | 1:57,657       | 31             |
| LMGTE Am       | #98 Aston Martin Racing     | Aston Martin Vantage AMR | 1:58,093       | 38             |
| Sesja druga    |                             |                          |                |                |
| Hypercar       | #8 Toyota Gazoo Racing      | Toyota GR010 Hybrid      | 1:47,673       | 42             |
| LMP2           | #29 Racing Team Nederland   | Oreca 07                 | 1:50,513       | 40             |
| LMGTE Pro      | #52 AF Corse                | Ferrari 488 GTE Evo      | 1:57,509       | 37             |
| LMGTE Am       | #77 Dempsey - Proton Racing | Porsche 911 RSR-19       | 1:58,489       | 40             |
| Sesja trzecia  |                             |                          |                |                |
| Hypercar       | #8 Toyota Gazoo Racing      | Toyota GR010 Hybrid      | 1:48,346       | 26             |
| LMP2           | #38 Jota                    | Oreca 07                 | 1:51,188       | 29             |
| LMGTE Pro      | #92 Porsche GT Team         | Porsche 911 RSR-19       | 1:56,590       | 25             |
| LMGTE Am       | #56 Team Project 1          | Porsche 911 RSR-19       | 1:58,696       | 19             |

## Kwalifikacje
Pole position w każdej kategorii oznaczone jest pogrubieniem.
| Poz.   | Klasa     | Zespół                        | Kierowca               | Czas     | Strata  | Poz. s. |
| ------ | --------- | ----------------------------- | ---------------------- | -------- | ------- | ------- |
| 1      | Hypercar  | #7 Toyota Gazoo Racing        | Kamui Kobayashi        | 1:46,250 | —       | 1       |
| 2      | Hypercar  | #8 Toyota Gazoo Racing        | Brendon Hartley        | 1:46,540 | +0,290  | 2       |
| 3      | Hypercar  | #36 Alpine Elf Matmut         | Matthieu Vaxivière     | 1:47,025 | +0,775  | 3       |
| 4      | LMP2      | #22 United Autosports USA     | Filipe Albuquerque     | 1:49,525 | +3,275  | 4       |
| 5      | LMP2      | #70 Realteam Racing           | Norman Nato            | 1:49,819 | +3,569  | 5       |
| 6      | LMP2      | #38 Jota                      | António Félix da Costa | 1:49,910 | +3,660  | 6       |
| 7      | LMP2      | #29 Racing Team Nederland     | Giedo van der Garde    | 1:50,149 | +3,899  | 7       |
| 8      | LMP2      | #20 High Class Racing         | Robert Kubica          | 1:50,372 | +4,122  | 8       |
| 9      | LMP2      | #1 Richard Mille Racing Team  | Sophia Flörsch         | 1:50,744 | +4,494  | 9       |
| 10     | LMP2      | #31 Team WRT                  | Ferdinand Habsburg     | 1:51,063 | +4,813  | 10      |
| 11     | LMP2      | #21 DragonSpeed USA           | Juan Pablo Montoya     | 1:51,134 | +4,884  | 11      |
| 12     | LMP2      | #28 Jota                      | Tom Blomqvist          | 1:51,145 | +4,895  | 12      |
| 13     | LMP2      | #34 Inter Europol Competition | Renger van der Zande   | 1:51,187 | +4,937  | 13      |
| 14     | LMP2      | #44 ARC Bratislava            | Oliver Caldwell        | 1:51,424 | +5,174  | 14      |
| 15     | LMGTE Pro | #92 Porsche GT Team           | Kévin Estre            | 1:56,041 | +9,791  | 15      |
| 16     | LMGTE Pro | #51 AF Corse                  | James Calado           | 1:56,201 | +9,951  | 16      |
| 17     | LMGTE Pro | #91 Porsche GT Team           | Gianmaria Bruni        | 1:56,541 | +10,291 | 17      |
| 18     | LMGTE Pro | #52 AF Corse                  | Daniel Serra           | 1:56,603 | +10,353 | 18      |
| 19     | LMGTE Am  | #47 Cetilar Racing            | Roberto Lacorte        | 1:58,712 | +12,462 | 19      |
| 20     | LMGTE Am  | #83 AF Corse                  | François Perrodo       | 1:58,759 | +12,509 | 20      |
| 21     | LMGTE Am  | #85 Iron Lynx                 | Sarah Bovy             | 1:58,958 | +12,708 | 21      |
| 22     | LMGTE Am  | #56 Team Project 1            | Egidio Perfetti        | 1:58,989 | +12,739 | 22      |
| 23     | LMGTE Am  | #33 TF Sport                  | Ben Keating            | 1:59,087 | +12,837 | 23      |
| 24     | LMGTE Am  | #98 Aston Martin Racing       | Paul Dalla Lana        | 1:59,096 | +12,846 | 24      |
| 25     | LMGTE Am  | #88 Dempsey - Proton Racing   | Chalid al-Kubajsi      | 1:59,359 | +13,109 | 25      |
| 26     | LMGTE Am  | #54 AF Corse                  | Thomas Flohr           | 1:59,492 | +13,242 | 26      |
| 27     | LMGTE Am  | #77 Dempsey - Proton Racing   | Christian Ried         | 1:59,936 | +13,686 | 27      |
| 28     | LMGTE Am  | #57 Kessel Racing             | Takeshi Kimura         | 2:00,301 | +14,051 | 28      |
| 29     | LMGTE Am  | #777 D'Station Racing         | Satoshi Hoshino        | 2:00,364 | +14,114 | 29      |
| 30     | LMGTE Am  | #86 GR Racing                 | Michael Wainwright     | 2:01,282 | +15,032 | 30      |
| 31     | LMGTE Am  | #60 Iron Lynx                 | Claudio Schiavoni      | 2:01,941 | +15,691 | 31      |
| Źródła |           |                               |                        |          |         |         |

## Wyścig

### Wyniki
Minimum do bycia sklasyfikowanym (70 procent dystansu pokonanego przez zwycięzców wyścigu) wyniosło 172 okrążenia. Zwycięzcy klas są oznaczeni pogrubieniem.
| Poz.              | Klasa         | Zespół                        | Kierowcy                                                 | Samochód                 | Opony | Okr. | Czas/Strata   |
| ----------------- | ------------- | ----------------------------- | -------------------------------------------------------- | ------------------------ | ----- | ---- | ------------- |
| 1                 | Hypercar      | #8 Toyota Gazoo Racing        | Sébastien Buemi Kazuki Nakajima Brendon Hartley          | Toyota GR010 Hybrid      | M     | 247  | 8:01:25,441   |
| 2                 | Hypercar      | #7 Toyota Gazoo Racing        | Mike Conway Kamui Kobayashi José María López             | Toyota GR010 Hybrid      | M     | 247  | +7,351        |
| 3                 | Hypercar      | #36 Alpine Elf Matmut         | André Negrão Nicolas Lapierre Matthieu Vaxivière         | Alpine A480              | M     | 241  | +6 okrążeń    |
| 4                 | LMP2          | #31 Team WRT                  | Robin Frijns Ferdinand Habsburg Charles Milesi           | Oreca 07                 | G     | 240  | +7 okrążeń    |
| 5                 | LMP2          | #38 Jota                      | Roberto González António Félix da Costa Anthony Davidson | Oreca 07                 | G     | 240  | +7 okrążeń    |
| 6                 | LMP2          | #28 Jota                      | Sean Gelael Stoffel Vandoorne Tom Blomqvist              | Oreca 07                 | G     | 240  | +7 okrążeń    |
| 7                 | LMP2          | #22 United Autosports USA     | Philip Hanson Fabio Scherer Filipe Albuquerque           | Oreca 07                 | G     | 240  | +7 okrążeń    |
| 8                 | LMP2          | #34 Inter Europol Competition | Jakub Śmiechowski Renger van der Zande Alex Brundle      | Oreca 07                 | G     | 238  | +9 okrążeń    |
| 9                 | LMP2 (Pro-Am) | #29 Racing Team Nederland     | Frits van Eerd Giedo van der Garde Job van Uitert        | Oreca 07                 | G     | 238  | +9 okrążeń    |
| 10                | LMP2 (Pro-Am) | #70 Realteam Racing           | Esteban Garcia Loïc Duval Norman Nato                    | Oreca 07                 | G     | 238  | +9 okrążeń    |
| 11                | LMP2 (Pro-Am) | #20 High Class Racing         | Dennis Andersen Anders Fjordbach Robert Kubica           | Oreca 07                 | G     | 237  | +10 okrążeń   |
| 12                | LMP2          | #1 Richard Mille Racing Team  | Tatiana Calderón Sophia Flörsch Beitske Visser           | Oreca 07                 | G     | 237  | +10 okrążeń   |
| 13                | LMP2 (Pro-Am) | #21 DragonSpeed USA           | Henrik Hedman Juan Pablo Montoya Ben Hanley              | Oreca 07                 | G     | 236  | +11 okrążeń   |
| 14                | LMP2 (Pro-Am) | #44 ARC Bratislava            | Miroslav Konôpka Oliver Caldwell Nelson Panciatici       | Oreca 07                 | G     | 235  | +12 okrążeń   |
| 15                | LMGTE Pro     | #51 AF Corse                  | Alessandro Pier Guidi James Calado                       | Ferrari 488 GTE Evo      | M     | 233  | +14 okrążeń   |
| 16                | LMGTE Pro     | #92 Porsche GT Team           | Kévin Estre Neel Jani Michael Christensen                | Porsche 911 RSR-19       | M     | 233  | +14 okrążeń   |
| 17                | LMGTE Pro     | #52 AF Corse                  | Daniel Serra Miguel Molina                               | Ferrari 488 GTE Evo      | M     | 233  | +14 okrążeń   |
| 18                | LMGTE Pro     | #91 Porsche GT Team           | Gianmaria Bruni Richard Lietz Frédéric Makowiecki        | Porsche 911 RSR-19       | M     | 231  | +16 Laps      |
| 19                | LMGTE Am      | #83 AF Corse                  | François Perrodo Nicklas Nielsen Alessio Rovera          | Ferrari 488 GTE Evo      | M     | 230  | +17 okrążeń   |
| 20                | LMGTE Am      | #77 Dempsey - Proton Racing   | Christian Ried Jaxon Evans Matt Campbell                 | Porsche 911 RSR-19       | M     | 229  | +18 okrążeń   |
| 21                | LMGTE Am      | #56 Team Project 1            | Egidio Perfetti Matteo Cairoli Riccardo Pera             | Porsche 911 RSR-19       | M     | 229  | +18 okrążeń   |
| 22                | LMGTE Am      | #47 Cetilar Racing            | Roberto Lacorte Giorgio Sernagiotto Antonio Fuoco        | Ferrari 488 GTE Evo      | M     | 229  | +18 okrążeń   |
| 23                | LMGTE Am      | #57 Kessel Racing             | Takeshi Kimura Mikkel Jensen Scott Andrews               | Ferrari 488 GTE Evo      | M     | 228  | +19 okrążeń   |
| 24                | LMGTE Am      | #60 Iron Lynx                 | Claudio Schiavoni Andrea Piccini Matteo Cressoni         | Ferrari 488 GTE Evo      | M     | 228  | +19 okrążeń   |
| 25                | LMGTE Am      | #54 AF Corse                  | Thomas Flohr Francesco Castellacci Giancarlo Fisichella  | Ferrari 488 GTE Evo      | M     | 227  | +20 okrążeń   |
| 26                | LMGTE Am      | #777 D'Station Racing         | Satoshi Hoshino Tomonobu Fujii Andrew Watson             | Aston Martin Vantage AMR | M     | 227  | +20 okrążeń   |
| 27                | LMGTE Am      | #85 Iron Lynx                 | Rahel Frey Sarah Bovy Katherine Legge                    | Ferrari 488 GTE Evo      | M     | 225  | +22 okrążenia |
| 28                | LMGTE Am      | #86 GR Racing                 | Michael Wainwright Benjamin Barker Tom Gamble            | Porsche 911 RSR-19       | M     | 224  | +23 okrążenia |
| 29                | LMGTE Am      | #98 Aston Martin Racing       | Paul Dalla Lana Augusto Farfus Marcos Gomes              | Aston Martin Vantage AMR | M     | 223  | +24 okrążenia |
| Niesklasyfikowani |               |                               |                                                          |                          |       |      |               |
|                   | LMGTE Am      | #33 TF Sport                  | Ben Keating Dylan Pereira Felipe Fraga                   | Aston Martin Vantage AMR | M     | 128  |               |
|                   | LMGTE Am      | #88 Dempsey - Proton Racing   | Chalid al-Kubajsi Axcil Jefferies Julien Andlauer        | Porsche 911 RSR-19       | M     | 90   |               |

### Statystyki

#### Najszybsze okrążenie
| Klasa     | Kierowca        | Zespół                 | Czas     | Okr. |
| --------- | --------------- | ---------------------- | -------- | ---- |
| Hypercar  | Mike Conway     | #7 Toyota Gazoo Racing | 1:49,448 | 2    |
| LMP2      | Norman Nato     | #70 Realteam Racing    | 1:52,163 | 199  |
| LMGTE Pro | Miguel Molina   | #52 AF Corse           | 1:57,032 | 143  |
| LMGTE Am  | Nicklas Nielsen | #83 AF Corse           | 1:57,242 | 196  |
| Źródło    |                 |                        |          |      |